# Egyptens president
För lista över Egyptens statsöverhuvuden (1805-1953), se Lista över Egyptens statsöverhuvuden.
Arabrepubliken Egyptens president (arabiska: رئيس جمهورية مصر العربية) är Egyptens statschef. Enligt Egyptens konstitution är presidenten överbefälhavare för de väpnade styrkorna och ansvarig för den verkställande makten i den egyptiska staten.

## Historik
Den första presidenten av Egypten var Muhammad Naguib, en av ledarna för den egyptiska revolutionen 1952. Han tillträdde den 18 juni 1953, samma dag som Egypten utropades som republik. Efter honom styrde Gamal Abdel Nasser, Anwar Sadat och Hosni Mubarak, samtliga med bakgrund i militären. Mubarak, vars styre varade från den 14 oktober 1981 till 11 februari 2011, avgick efter arton dagar av demonstrationer där demonstranterna krävde hans avgång. Den 10 februari 2011 överförde Mubarak sina befogenheter till dåvarande vicepresidenten Omar Suleiman, vilket gjorde Suleiman de facto statschef för mindre än en enda dag.

### Efter den arabiska våren
Mellan den 11 februari 2011 och den 30 juni 2012 var posten som Egyptens president officiellt vakant. De väpnade styrkornas högsta råd, ledd av fältmarskalk Mohamed Hussein Tantawi, fungerade kollektivt som statschef. Presidentval för en ny president hölls den 23 maj 2012 med en andra omgång genomförd den 17 juni 2012. Den 24 juni 2012 släpptes valresultatet som utropade Muhammad Mursi som dess segrare och han tillträdde som planerat den 30 juni 2012. Mursi avsattes dock genom en militärkupp den 3 juli 2013 och landet styrdes därefter på nytt av De väpnade styrkornas högsta råd, tillsammans med den militärt tillsatta interimspresidenten Adli Mansour. Efter att vunnit presidentvalet den 28 maj 2014 tillträdde försvarsministern general Abdul Fatah al-Sisi som Egyptens president den 8 juni.

## Lista över Egyptens presidenter
| Nr                                                                                              | Porträtt                                                                                        | Namn (Född-Död)                                                                                 | Period            | Period                       | Politiskt parti                                     |
| ----------------------------------------------------------------------------------------------- | ----------------------------------------------------------------------------------------------- | ----------------------------------------------------------------------------------------------- | ----------------- | ---------------------------- | --------------------------------------------------- |
| Republiken Egyptens presidenter (1953–1958)                                                     |                                                                                                 |                                                                                                 |                   |                              |                                                     |
| 1                                                                                               |                                                                                                 | Muhammad Naguib محمد نجيب (1901–1984)                                                           | 18 juni 1953      | 14 november 1954             | Militär                                             |
| Revolutionära kommandorådet (Ordförande: Överste Gamal Abdel Nasser)                            | Revolutionära kommandorådet (Ordförande: Överste Gamal Abdel Nasser)                            | Revolutionära kommandorådet (Ordförande: Överste Gamal Abdel Nasser)                            | 14 november 1954  | 23 juni 1956                 | Militär                                             |
| 2                                                                                               |                                                                                                 | Gamal Abdel Nasser جمال عبد الناصر (1918–1970)                                                  | 23 juni 1956      | 22 februari 1958             | Nationella unionen                                  |
| Förenade arabrepublikens presidenter (1958–1971)                                                |                                                                                                 |                                                                                                 |                   |                              |                                                     |
| (2)                                                                                             |                                                                                                 | Gamal Abdel Nasser جمال عبد الناصر (1918–1970)                                                  | 22 februari 1958  | 28 september 1970            | Nationella unionen / Arabiska socialistiska unionen |
| —                                                                                               |                                                                                                 | Anwar Sadat أنور السادات (1918–1981) Tillförordnad president                                    | 28 september 1970 | 15 oktober 1970              | Arabiska socialistiska unionen                      |
| 3                                                                                               | Anwar Sadat أنور السادات (1918–1981)                                                            | 15 oktober 1970                                                                                 | 2 september 1971  |                              | Arabiska socialistiska unionen                      |
| Arabrepubliken Egyptens presidenter (1971–nutid)                                                |                                                                                                 |                                                                                                 |                   |                              |                                                     |
| (3)                                                                                             |                                                                                                 | Anwar Sadat أنور السادات (1918–1981)                                                            | 2 september 1971  | 2 oktober 1978               | Arabiska socialistiska unionen                      |
| (3)                                                                                             | 2 oktober 1978                                                                                  | Anwar Sadat أنور السادات (1918–1981)                                                            | 6 oktober 1981    | Nationaldemokratiska partiet |                                                     |
| —                                                                                               |                                                                                                 | Sufi Abu Taleb صوفى أبو طالب (1925–2008) Tillförordnad president                                | 6 oktober 1981    | 14 oktober 1981              | Nationaldemokratiska partiet                        |
| 4                                                                                               |                                                                                                 | Hosni Mubarak حسنى مبارك (1928–2020)                                                            | 14 oktober 1981   | 11 februari 2011             | Nationaldemokratiska partiet                        |
| De väpnade styrkornas högsta råd (Ordförande: Fältmarskalk Mohamed Hussein Tantawi) (1935-2021) | De väpnade styrkornas högsta råd (Ordförande: Fältmarskalk Mohamed Hussein Tantawi) (1935-2021) | De väpnade styrkornas högsta råd (Ordförande: Fältmarskalk Mohamed Hussein Tantawi) (1935-2021) | 11 februari 2011  | 30 juni 2012                 | Militär                                             |
| 5                                                                                               |                                                                                                 | Muhammad Mursi محمد مرسي (1951–2019)                                                            | 30 juni 2012      | 3 juli 2013                  | Frihets- och rättvisepartiet                        |
| De väpnade styrkornas högsta råd (Ordförande: Fältmarskalk Abdul Fatah al-Sisi)                 | De väpnade styrkornas högsta råd (Ordförande: Fältmarskalk Abdul Fatah al-Sisi)                 | De väpnade styrkornas högsta råd (Ordförande: Fältmarskalk Abdul Fatah al-Sisi)                 | 3 juli 2013       | 4 juli 2013                  | Militär                                             |
| —                                                                                               |                                                                                                 | Adli Mansour (f. 1945) Tillförordnad president                                                  | 4 juli 2013       | 8 juni 2014                  | Obunden                                             |
| 6                                                                                               |                                                                                                 | Abdul Fatah al-Sisi (f. 1954)                                                                   | 8 juni 2014       | Innehar ämbetet              | Obunden                                             |